# Ісяново
Іся́ново (рос. Исяново, башк. Иҫән) — присілок у складі Баймацького району Башкортостану, Росія. Входить до складу Нігаматовської сільської ради.
Населення — 176 осіб (2010; 181 в 2002).
Національний склад:
- башкири — 97%